# 루아멜
루아멜은 대한민국의 음악 그룹이다. 2018년 싱글 앨범 [Untitled]로 데뷔했다.

## 방송
- 아시안탑밴드 (2021) - 한국 대표 선발전 준우승

## 공연
- STRAW MUSIC WITH 유니버설 뮤직 코리아 (2021)
- 문화콘서트 난장 in 나주정미소 난장곡간 (2021)
- MU:CON 2021 (2021)
- The ㅅ Concert - 부산 (2021)
- 쾌락명절 <2022 경록절> (2022)

## 수상
- 서울아레나 뮤직페스티벌 대상 (2018)